# ليكسي (مغنية)
هوانج هيو-سوك ((هانغل: 황효숙)؛ من مواليد 3 مايو 1977), المعروفة باسم "ليكسي" (هانغل: 렉시), هي مغنية الراب الكوري الجنوبي ولقد ظهرت لأول مرة في عام 2003 تحت شركة واي جاي إنترتينمنت (بالإنجليزية: YG Entertainment). كانت أول فنانة راب أنثى منفردة تبدأ في هذه الشركة.

## الحياة المهنية
ليكسي قد ظهرت في الأغاني مع العديد من الفنانين في واي جاي إنترتينمنت، مثل سفن، وانتايم، Wheesung وJinusean. صدر في السادس من تشرين الأول / أكتوبر سنة 2003 أول ألبوم لها Lexury، وكان جيدا إلى حد ما ومع تزايد شعبيتها أصبحت منافسة مع شعبية المغنية لي هيوري لفترة من الوقت. على الرغم من أن ألبومها لاقى استقبالا حسنا فإن ألبومها الثاني Lextacy ، الذي صدر في 26 من أغسطس / آب سنة 2005، لم يحقق الكثير من النجاح التجاري عندما تم نشره مما دفع قرار واي جاي إنترتينمنت إلى عدم تجديد عقد عملها بسبب ضعف المبيعات.

## ألبومات استوديو
| العنوان  | تفاصيل الألبوم | ذروة وظائف التخطيط | المبيعات       |
| العنوان  | تفاصيل الألبوم | KOR                | المبيعات       |
| -------- | --- | ------------------ | -------------- |
| Lexury   | - صدر في: 6 أكتوبر، 2003 - التسمية: YG Entertainment - صيغ: CD كاسيت Track listing 1. Lextro 2. 맹세 3. 내게서 벗어나 (feat. Big Mama) 4. Up and Down (Clubin') (feat. غامي) 5. Let Me Dance (feat. تيدي بارك) 6. 애송이 (feat. Psy) 7. 클레오파트라 8. 잊어줄께 9. Lexylude 10. Move 11. Girls 12. Tomboy 13. Baby Come On (feat. Perry) 14. 빠져 나와 (feat. Danny & Teddy) 15. 너를 사랑해 (feat. Jinu) 16. Real Love 17. Outro | 9                  | - KOR: 89,765+ |
| Lextacy  | - صدر في: 25 يوليو، 2005 - التسمية: YG Entertainment - صيغ: CD كاسيت Track listing 1. 눈물 씻고 화장하고 2. 그만 그만 (feat. Kim Ji Eun) 3. Animal 4. Get Out 5. Hey Everybody (feat. غامي & Perry) 6. Oh Yeah 7. Every Day 8. 내일 걱정은 내일 해 (feat. Stony Skunk) 9. Party 10. Touch Me 11. 너를 잊으리 (Interlude) 12. 기꺼이 (feat. Gummy) 13. L.E.X.Y. (Bonus Track)                                                       | 14                 | - KOR: 25,505+ |
| Rush     | - صدر في: أبريل 19, 2007 - التسمية: YG Entertainment - صيغ: CD كاسيت Track listing 1. Get Up (Intro) (feat. تاي يانغ) 2. Rush 3. 쿵쿵 (Kung Kung) 4. 하늘 위로 (feat. Kim Ji Eun) 5. Baby Boy (feat. بارك بوم) 6. Hit This Party (feat. Kim Ji Eun) 7. Super Fly (feat. تي.أو.بي، جي دراغون, Taeyang) 8. Get That (feat. Perry) 9. Left To The Right (feat. ماستا وو) 10. Big Lexy 11. 하늘 위로 (Remix)                           | —                  | —              |
| The lexy | - صدر في: 17 مارس 2008 - التسمية: Sony BMG - صيغ: CD Track listing 1. I Told Ya! (Intro) 2. Ma People 3. Don't Lie 4. Let Me Dance 2 (feat. Hyun Jun) 5. Immature Girl 6. Tonight 7. 번호를 지워 8. Selfish Love 9. 두사람 10. 난 여자라 11. Don't Lie (Remix) | 10                 | - KOR: 4,588+  |

## روابط خارجية
- ليكسي على موقع ميوزك برينز (الإنجليزية)